# خالد بن سعدان الكلاعي
خالد بن سعدان الكلاعي، وهو أحد علماء سوريا وكان محدثا وله روايات عن جماعة من الصحابة، وكان تابعياً جليلاً، وكان من العلماء وأئمة الدين المعدودين المشهورين، وكان يسبح كل يوم أربعين ألف تسبيحة وهو صائم، وكان إمام أهل حمص، وكان يصلي التراويح في شهر رمضان، فكان يقرأ فيها في كل ليلة ثلث القرآن.
روى الجوزجاني، عنه، أنه قال: من اجترأ على الملاوم في مراد الحق، قلب الله تلك المحامد عليه ذماً.
روى ابن أبي الدنيا، عنه، قال: ما من عبد إلا وله أربعة أعين: عينان في وجهه يبصر بهما أمر دنياه، وعينان في قلبه يبصر بهما أمر آخرته، فإذا أراد الله بالعبد خيراً فتح عينيه اللتين في قلبه فأبصر بهما أمر آخرته وهما غيب، فأمن الغيب بالغيب، وإذا أراد الله بالعبد خلاف ذلك ترك العبد القلب على ما هو عليه، فتراه ينظر فلا ينتفع، فإذا نظر بقلبه نفع.
قال: بصر القلب من الآخرة، وبصر العينين من الدنيا وله فضائل كثيرة. توفي سنة 100 هجرية

## المرجع
- البداية والنهاية، للإمام إسماعيل بن كثير الدمشقي.